# کیم یونگ نام
این یک نام کره‌ای است؛ نام خانوادگی کیم است.
کیم یونگ-نام (متولد ۴ فوریه ۱۹۲۸) او از ۵ سپتامبر ۱۹۹۸ تا ۱۱ آوریل ۲۰۱۹ رئیس کل پرزیدیوم مجمع عالی خلق کره شمالی بود.
او از سال ۱۹۹۸ تا ۲۰۱۹ به صورت دو فاکتو رئیس کشور این کشور بود. او عضو پرزیدیوم پولیتبوروی حزب کارگران کره است.
گرچه او از لحاظ حقوقی رئیس کشور کره شمالی نیست (زیرا چنین عنوانی وجود ندارد) اما وی به عنوان رئیس هیئت رئیسه مجمع عالی خلق وظیفه پذیرفتن سفرا، هدایت روابط خارجی و امضای معاهدات را دارد که او را دو فاکتو رئیس‌جمهور می‌کند. کیم جمهوری خلق کره را در همه سفرهای خارجی نمایندگی می‌کند. او سران کشورهای خارجی را پذیرایی می‌کند و با آنان ملاقات می‌کند. در تئوری، او، نخست‌وزیر چو یونگ-ریم و رئیس شورای ملی دفاع کیم جونگ اون یک هیئت رئیسه سه نفره را تشکیل می‌دهند و هریک قدرت‌هایی در روابط خارجی، دولت و دفاع برابر یک سوم یک رئیس‌جمهور دارند. در عمل کیم جونگ اون رهبر مؤثر کشور است.
او در سال ۲۰۰۷ طی یک سفر دوره‌ای دو هفته‌ای از مغولستان الجزایر مصر اتیوپی و سنگاپور بازدید کرد.